# Velenjsko jezero
Velenjsko jezero je srednje in največje izmed Šaleških jezer, treh jezer v Šaleški dolini, nastalih zaradi ugrezanja tal kot posledica izkopavanja lignita v velenjskem premogovniku.
Leži med Škalskim in Družmirskim jezerom na nadmorski višini okoli 366 metrov. Ima dva pritoka – Lepeno, ki priteka iz Škalskega jezera, in Sopoto – in odtok v reko Pako. Veliko je 1,4 krat 1,3 km, na najgloblji točki je globoko 54 metrov. Po površini je z okoli 1,4 km2 skoraj enako Blejskemu jezeru, vendar vsebuje dobra dva milijona m3 več vode.
Na nekoč kmetijskih površinah je jezero začelo nastajati po drugi svetovni vojni in se zaradi premogovništva neprestano povečevalo. V 70. letih je zalilo stari del vasi Škale. V zadnjem času je spreminjanje manj intenzivno, saj je izkopavanje zelo aktivno le še pod zahodnim bregom, tam pa ugreznino sproti zasipavajo. Po izgradnji termoelektrarne Šoštanj so vanj odvajali pepel iz elektrarne, kar je vodo močno alkaliziralo (do pH 12), živih organizmov pa zato v jezeru praktično ni bilo. Stanje se je popravilo, potem ko so leta 1994 vzpostavili zaprt sistem odpepeljevanja in vodo za transport pepela prenehali izpuščati v jezero. Visoka ostaja vsebnost sulfata in molibdena, ki s kopičenjem v globljih plasteh preprečujeta spomladansko ter jesensko mešanje vode.
Breg jezera so že v 70. letih začeli urejati v turistično-rekreacijsko območje, po izboljšanju kakovosti vode in vzpostavitvi velenjske plaže pa je v novejšem času postalo tudi obiskano kopališče. Občina si prizadeva, da bi jezero dobilo status kopalne vode.